# Gospodarstvo Irana
Iransko gospodarstvo mješavina je centralno planiranog državnog vlasništva nad naftnim i drugim velikim poduzećima, privatnog poduzetništva i seoske poljoprivrede, orijentiranog k apsolutnoj samodostatnosti u svim gospodarskim granama. Krajem 2000-ih godina iransko gospodarstvo bilo je 18. najveće u svijetu (s tendencijom rasta na 12. mjesto do 2015. godine), s najrazvijenijom industrijom, poljoprivredom, energetikom, informatičkom tehnologijom i građevinarstvom na Bliskom istoku.
Cilj iranske vlade na gospodarskom planu je smanjiti ovisnost o proizvodnji nafte i uvesti raznolikost u gospodarstvo planiranim tržišnim reformama. U pokušaju ostvarenja tog cilja, iranska vlada ulaže u područja automobilske, zračne, elektroničke, petrokemijske i nuklearne industrije. Jako naftno tržište od 1996. godine pomoglo je u smanjenju financijske ovisnosti i redovito otplaćivanje dugova zbog čega je Iran danas treća zemlja svijeta s najmanjim postotkom vanjskog duga u odnosu na BDP (3,7% odnosno 12,8 milijardi USD). Nafta i prirodni plin, nekoć glavni iranski gospodarski aduti, danas sačinjavaju 70% izvoza ali ujedno manje od 10% ukupnog bruto domaćeg proizvoda.
Posljednjih 20-ak godina cvjeta lokalna proizvodnja najmjenjena domaćnoj potrošnji što uključuje kućanske uređaje, automobile, poljoprivredne proizvode, lijekove, itd. Danas Iran ima razvijenu domaću industriju, a mnogo se ulaže i u napredne znanosti poput nanotehnologije, biotehnologije, farmakologije, svemirske i nuklearne tehnologije, itd. Iran ima i veliki turistički potencijal s obzirom na to da se na temelju atraktivnih prirodnih i povijesnih lokaliteta navodi kao jedna među prvih 10 turističkih zemalja svijeta. Između 2005. i 2010. godine Iran je prošao proces privatizacije zbog čega je državni udjel u bruto domaćem proizvodu smanjen s 80% na 40%, dok se narednih godina planira spuštanje istog na 20%.
Gospodarstvo Irana u 2010. godini procjenjeno je između 858.66 i 863,5 milijardi USD prema paritetu kupovne moći, odnosno na oko 11.396 USD po glavi stanovnika što je četverostruki porast u odnosu na razdoblje prije revolucije 1979. godine unatoč udvostručenju stanovništva. Unatoč sankcijama nametnutih zbog nuklearnog programa, Iran je jedno od rijetkih vodećih svjetskih gospodarstava koje bilježi pozitivan gospodarski rast u vrijeme svjetske financijske krize. Glavni gospodarski problemi tijekom 2000-ih godina bili su dvoznamenkasti postoci nezaposlenosti i inflacije, koji su 2010. godine iznosili 14,6% odnosno 8%.
Vodeći iranski trgovački partneri su Kina, Njemačka, Južna Koreja, Francuska, Japan, Rusija, Turska i Italija, dok je povećana suradnja i sa zemljama u razvoju kao što su Sirija, Indija, Venecuela, Šri Lanka i Južna Afrika. Postotak žena u radnoj snazi je 33% odnosno 28,4% u industriji po čemu je Iran ispred svih vodećih svjetskih gospodarstava. Iranska metropola Teheran najjeftiniji je glavni grad svijeta.

## Povijest
Iran je bilježio stabilni gospodarski rast do prijelaza iz 1970-ih u 1980-e kada je zemlju prvo zahvatio snažan bijeg kapitala (1978.), a potom revolucija (1979.) i iračka agresija (1980. – 1988.). Tradicionalno poljoprivredno društvo u drugoj polovici 20. stoljeća prošlo je kroz razdoblje intenzivne industrijalizacije i gospodarske modernizacije koja je 1978. godine narušena snažnim bijegom kapitala iz zemlje u vrijednosti 30-40 milijardi USD (neposredno prije revolucije).
Ciljevi iranske vlade nakon revolucije bili su gospodarska nezavisnost, potpuna zaposlenost i zadovoljavajući životni standard za sve građane. Ipak, krajem 20. stoljeća zemlja se suočavala s problemom udvostručenja stanovništva između 1980. i 2000. godine. Broj poljoprivrednika značajno je opao zbog procesa urbanizacije započetog još 1960-ih godina.
Nakon Nacionalizacije iz 1979. godine oko 80% iranskog gospodarstva stavljeno je pod državnu kontrolu. Osmogodišnji rat protiv Iraka i njegovih saveznika uzrokovao je oko 300.000 mrtvih i više od 500.000 ranjenih Iranaca, dok je nanesena šteta gospodarstvu iznosila oko 500 milijardi USD. Poslije rata koji je završen 1988. godine, iranska vlada pokrenula je intenzivan razvoj komunikacija, prometa, poljoprivrede, industrije, zdravstva, obrazovanja i energetike (uključujući nuklearni program), kao i uspostavljanje boljih trgovačkih odnosa sa susjednim i drugim državama svijeta.

## Makroekonomski trendovi
Početkom 21. stoljeća uslužne djelatnosti činile su najveći postotak u iranskom bruto domaćem proizvodu (BDP), zatim industrija (rudarstvo i proizvodnja), te poljoprivreda. Nominalni BDP iznosio je 331.02 milijardi USD prema podacima Svjetske banke iz 2009. godine; 337,9 milijardi USD prema MMF-u za 2010. godinu; odnosno 484 milijarde USD prema iranskim procjenama za 2011. godinu. Prema podacima EIU-a očekuje se porast od 472 milijardi USD u 2011., 545 milijardi USD u 2012., 626 milijardi USD u 2013., 705 milijardi USD u 2014., te 804 milijarde USD u 2015. godini. BDP prema paritetu kupovne moći iznosi 863,5 milijardi USD odnosno 11.396 USD po glavi stanovnika što je istovjetno svjetskom prosjeku, dok se u idućih pet godina očekuje udvostručenje BDP-a. Prema podacima Goldman Sachsa, ugledne američke tvrtke za bankarska ulaganja i sigurnost, postoji velika mogućnost da Iran postane jedno od najvećih svjetskih gospodarstava u 21. stoljeću.
| Godina (Izvor: MMF) | BDP, trenutačni tečaj (u milijardama IRR) | Implicitni paritet kupovne moći u pretvorbenom iznosu (USD/IRR) | BDP po glavi stanovnika (trenutačni „međun. dolar”) | Stopa inflacije (prosječni indeks potrošačkih cijena (2000=100) | Stanovništvo (u milijunima) |
| ------------------- | ----------------------------------------- | --------------------------------------------------------------- | --------------------------------------------------- | --------------------------------------------------------------- | --------------------------- |
| 1980.               | 6622                                      | 58                                                              | 2974                                                | 2                                                               | 38                          |
| 1985.               | 16.556                                    | 77                                                              | 4507                                                | 4                                                               | 48                          |
| 1990.               | 35.315                                    | 144                                                             | 4489                                                | 12                                                              | 55                          |
| 1995.               | 185.928                                   | 569                                                             | 5094                                                | 43                                                              | 64                          |
| 2000.               | 580.473                                   | 1341                                                            | 6800                                                | 100                                                             | 64                          |
| 2005.               | 1,697.305                                 | 2675                                                            | 9268                                                | 190                                                             | 68                          |
| 2010. (proc.)       | 3,698.348                                 | 4307                                                            | 11.396                                              | 377                                                             | 75                          |

## Fiskalna i montenarna politika
Od revolucije iz 1979. godine, prosječna vladina izdvajanja za socijalnu politiku iznosila su 59% državnog budžeta, 17% za gospodarske namjene, 15% za obranu, te 13% za općenite namjene. Od socijalno-gospodarskih izdvajanja prosječno je 39% odlazilo na obrazovanje, zdravstvo i socijalnu sigurnost, 20% za ostalu socijalnu skrb, 3% za poljoprivredu, 16% za vodu i energiju, 5% za industriju i rudarstvo, 12% za cestogradnju i promet, te 5% za ostale namjene. Iransko investiranje je u 2009. godini iznosilo 27,7% bruto domaćeg proizvoda, dok je između 2002. i 2006. godine prosječna inflacija iznosila 14% (8% u 2010.). Državni budžet u 2010. godini procjenjen je na 368 milijardi USD što je porast od 31% u odnosu na godinu ranije, dok je početkom 2009. godine Iran imao devizne pričuve u vrijednosti iznad 100 milijardi USD.

## Petogodišnji društveno-gospodarski razvojni plan
Petogodišnji razvojni plan za razdoblje između 2010. i 2015. godine postavlja smjernice za državni društveno-gospodarski razvoj. Sam plan osmišljen je da stanovništvu omogući veći utjecaj i dijelom je „Vizije 2025.”, strategije za dugoročni održivi rast. Prema podacima Međunarodnog monetarnog fonda, Iran se nalazi u tranziciji između planskog i tržišnog gospodarstva.

### Plan gospodarske reforme
Proširenje javne zdravstvene skrbi i međunarodni odnosi spadaju u ostale glavne ciljeve petogodišnjeg razvojnog plana koji uključuje reformu subvencioniranja, bankarstva, valute, poreza, carine, graditeljstva, zapošljavanja, razvoj nacionalne distribucije robe i usluga, te socijalnu pravdu i produktivnost. Glavni cilj iranske vlade jest ostvarivanje apsolutne samodostatnosti do 2015. godine. Uklanjajući energetske subvencije, iranski dugoročni cilj je poboljšanje industrijske učinkovitosti kao i povećanje tržišne konkurentnosti na svjetskoj gospodarskoj sceni. Navedenim reformama planiraju se ukloniti glavni izvori neučinkovitosti odnosno distorzije cijena u državnom gospodarstvu što bi se trebalo odraziti i na preustroj drugih glavnih gospodarskih grana. Iranski bankarski sektor često se vidi kao potencijalna živica protiv uklanjanja subvencija s obzirom na to da plan ne obuhvaća izravan utjecaj na bankarstvo. Iranski predsjednik Mahmud Ahmadinežad objavio je kako je nacionalni cilj postati 12. najveće gospodarstvo svijeta do 2015. godine.
| Stavka                                        | 2010. (ostvareno)                        | 2010. – 2015. (cilj)                                                      |
| --------------------------------------------- | ---------------------------------------- | ------------------------------------------------------------------------- |
| Najveće gospodarstvo svijeta                  | 18.                                      | 12. u 2015. g.                                                            |
| Gospodarski rast                              | 3%                                       | 8% (prosječno); 3,6% (predviđanja)                                        |
| Nezaposlenost                                 | 14,6%                                    | 7% u 2012. g. pomoću otvaranja milijun radnih mjesta godišnje             |
| Inflacija                                     | 8%                                       | do 12%                                                                    |
| Porez na dodanu vrijednost                    | 3%                                       | 8%                                                                        |
| Cijena nafte                                  | 60 USD po barelu                         | 65 USD po barelu (prosječno); 250 milijarde USD ukupnih godišnjih prihoda |
| Proizvodnja prirodnog plina                   | 220 milijardi m³ godišnje                | 330 milijardi m³ godišnje                                                 |
| Udjel nenaftnog izvoza                        | 30% (66,2 milijardi USD)                 | 30% (110 milijardi USD) u 2015. g.                                        |
| Ulaganje u industriju nafte i prirodnog plina | Nepoznato                                | 20 milijardi USD godišnje (privatna i izravna strana ulaganja)            |
| Petrokemijska proizvodnja                     | 50 milijuna tona godišnje                | 100 milijuna tona godišnje                                                |
| Pohrana nafte                                 | 25% udjela na tržištu Perzijskog zaljeva | 50% udjela na tržištu Perzijskog zaljeva; 7,5 milijuna tona               |
| Pohrana petrokemijskih proizvoda              | 11,5 milijardi litara                    | 16,7 milijardi litara                                                     |
| Ulaganje u industriju i rudarstvo             | 30 milijardi USD godišnje (2009.)        | 70 milijardi USD godišnje                                                 |
| Proizvodnja sirovog željeza                   | 10.76 milijuna tona godišnje             | 42 milijuna tona godišnje                                                 |
| Proizvodnja željezne rudače                   | 38,2 milijuna tona godišnje              | 66 milijuna tona godišnje                                                 |
| Proizvodnja cementa                           | 65 milijuna tona godišnje                | 110 milijuna tona godišnje                                                |
| Proizvodnja vapnenca                          | Nepoznato                                | 166 milijuna tona godišnje                                                |
| Novi industrijski parkovi                     | Nepoznato                                | 50 novih industrijskih parkova do 2015. g.                                |
| Broj turističkih posjeta                      | 2,219.000 stranih turista (2007.)        | 20 milijuna turista do 2025. g.                                           |
| Lučni kapacitet                               | 150 milijuna tona godišnje               | 200 milijuna tona godišnje                                                |
| Razvoj željezničke mreže                      | Nepoznato                                | Osam milijardi USD ulaganja godišnje do 2015. g.                          |

## Nacionalizacija i privatizacija
Nakon svršetka oružanih sukoba s Irakom i Sjedinjenim Državama 1988. godine, iranska vlada objavila je program privatizacije većine prethodno nacionaliziranih industrija u cilju obnove postratnog gospodarstva. Proces prodaje državnih tvornica išao je relativno sporo zbog neslaganja nacionalističke većine u iranskom parlamentu. Većina teških industrija poput čelika, petrokemikalija, bakra, automobila i strojeva ostale su u državnim rukama, dok je s druge strane većina manjih industrija u privatnom vlasništvu.
Članak 44. iranskog ustava nalaže da se gospodarstvo mora sastojati od državnog, privatnog i mještovitog vlasništva temeljenih na sustavnom planiranju. Državni sektor uključuje tešku industriju, vanjsku trgovinu, glavne mineralne sirovine, bankarstvo, osiguranje, energetiku, brane i goleme sustave navodnjavanja, radio i televiziju, poštu, telegrafe i telefonske usluge, zrakoplovstvo, brodarstvo, ceste, željeznice i promet općenito. Poduzeća koje se bave proizvodnjom i distribucijom u urbanim i ruralnim područjima čine temelj zadružnog sektora koji je 2008. godine obuhvaćao 120.000 zadruga odnosno upošljavao oko 15 milijuna ljudi. Privatni sektor obuhvaća poduzeća koja se bave građevinarstvom, poljoprivredom, stočarstvom, industrijom, trgovinom, te uslugama koje nadopunjuju gospodarske aktivnosti države i zadruga.
Strogo provođenje članka 44. nije primjenjivano u zemlji tijekom posljednjih 30 godina, pa je privatni sektor igrao mnogo važniju ulogu od one propisane ustavom. Kao rezultat toga u posljednjih nekoliko godina privatni sektor značajno je porastao, posebice nakon 2004. godine kada je usvojen ustavni amandman kojim se dozvoljava privatizacija 80% državnog vlasništva. Polovica od navedenog postotka planira se privatizirati kroz okvire „pravnih dionica” odnosno ostatak kroz teheransku burzu, dok vlada planira zadržati ostalih 20%. Vrijednost državne imovine u 2005. godini procjenjivala se na oko 120 milijardi USD. Oko 63 milijarde USD od navedene imovine privatizirana je između 2005. i 2010. godine, smanjujući pritom državni udjel u bruto domaćem proizvodu s 80% na 40%.

## Radna snaga
Stručnjaci vjeruju kako je Iranu potreban gospodarski rast iznad 5% da bi zaposlio priljev od 900.000 radnika svake godine. Poljoprivreda sačinjava oko 11% iranskog bruto domaćeg proizvoda i zapošljava približno trećinu radne snage. Godine 2004. sekundarne djelatnosti koje uključuju rudarstvo, proizvodnju i građevinarstvo sačinjavale su 42% BDP-a odnosno zapošljavale su 31% radne snage. Iako mineralne sirovine čine 70% izvoza, u rudarstvu je zaposleno manje od 1% radne snage. Uslužne djelatnosti doprinose 48% BDP-a, a zapošljavaju 44% radne snage. U 2005. godini 33% iranske radne snage činile su žene, dok je dvije trećine stanovništva odnosno radnika ispod 30 godina starosti.

### Osobni prihodi
Iran se klasificira kao zemlja viših srednjih prihoda koja je napravila značajan napredak u zdravstvu i obrazovanju tijekom razdoblja Milenijskog razvojnog programa (MDG). Pokrivenost zdravstvenom skrbi iznosi gotovo 100%, isto kao i postotak upisa u osnovne škole. U 2010. godini prosječna iranska mjesečna plaća iznosila je oko 500 USD
 (11.396 USD po stanovniku godišnje prema paritetu kupovne moći). U zemlji je za svaku gospodarsku granu propisana i minimalna plaća koju određuje vrhovno radničko vijeće, a u 2009. godini ona je iznosila približno 3,030.480 rijala (oko 303 USD) mjesečno odnosno 6700 USD godišnje (približno 60% BDP-a po glavi stanovnika). Prema podacima Svjetske banke iz 2001. godine o iranskim kućanstvima, oko 20% potrošnje odlazilo je za hranu, 32% za gorivo, 12% za zdravstvo, te 8% za obrazovanje. Granica siromaštva u Teheranu je 2008. godine iznosila 9612 USD, dok je prosječna granica siromaštva u cijeloj zemlji bila 4932 USD godišnje. Postotak siromašnog stanovništva u 2007. godini iznosio je 18%.

### Socijalna sigurnost
Iranska socijalna sigurnost na visokoj je razini ako se promatra kroz regionalnu perspektivu, a u zemlji postoji 28 raznih vrsta socijalnog osiguranja koja su obvezna za sve zaposlene u zemlji. Socijalna sigurnost također obuhvaća nezaposlene, bolesne, starije osobe, te povrijeđene radnike. Godine 2003. minimalna mirovina iznosila je 50% redovitih prihoda, ali ne ispod minimalne propisane granice. Iste godine Iran je potrošio 22,5% državnog budžeta za socijalna izdvajanja od čega je oko 50% odlazilo na mirovine. Trenutačni omjer radnika i umirovljenika u zemlji je 15:1.
Zaposlenici u dobi između 18 i 65 godina pokriveni su sustavom mirovinskog osiguranja, a financiranje se vrši putem zaposlenika (7% od plaće), poslodavca (20-23%) te države koja pokriva doprinos poslodavca do ukupne vrijednosti od 3%. Osiguravanje socijalne sigurnosti je prošireno na samozaposlene radnike koji dobrovoljno doprinose između 12% i 18% od prihoda ovisno o vrsti zatraženog osiguranja. Državni službenici, redovni vojnici, agencije za provedbu zakona, te pripadnici revolucionarne garde sačinjavaju posebni ogranak mirovinskog sustava.

## Gospodarska područja

### Poljoprivreda i prehrana
Površina obradivog tla u Iranu iznosi oko 221.400 km² odnosno 13.43% od ukupne površine, od čega se većina nalazi uz Kaspijsko jezero i u sjeverozapadnim dolinama zemlje. U sjevernim i zapadnim dijelovima Irana poljoprivredne površine uspjevaju zahvaljujući kiši, dok je kod ostalih za uspješne usjeve nužno navodnjavanje. Gotovo 40% obradivih površina se navodnjava (82.970 km²) po čemu Iran kotira peti u svijetu, dok se trend navodnjavanja povećava iz godine u godinu zahvaljujući gradnji velikih brana i vodospremnika podno Zagrosa i Alborza. Površina stalnih usjeva je oko 116.470 km² prema službenim iranskim podacima iz 2004. godine. Modernizacija, mehanizacija, poboljšanje kvalitete usjeva i stoke, te brojni programi preraspodjele zemljišta uvjetuju snažan rast poljoprivredne proizvodnje.
Pšenica kao najvažniji usjev uzgaja se uglavnom u zapadnim i sjeverozapadnim dijelovima zemlje, dok su polja riže smještena uz kaspijsko područje. Ostale poljoprivredne kulture koje uspijevaju u zemlji su ječam, kukuruz, pamuk, šećerna repa, čaj, industrijska konoplja, duhan, voće, krumpir, mahunarke (grah i leća), povrće, krmno bilje (lucerna i djetelina), bademi, orasi i začini. Iran je najveći svjetski proizvođač šafrana, pistacija i bobica, odnosno drugi najveći proizvođač datulja i marelica. Iranski mesni i mliječni proizvodi uključuju janjetinu, kozje meso, govedinu, piletinu, mlijeko, jaja, maslac i sir. Ostali važni proizvodi su vuna i koža, med se prikuplja iz košnica, te svila od dudovog svilca. Oko 110.750 km² šumskih površina većinom na sjevernim obroncima planine Alborz važan su gospodarski čimbenik za proizvodnju drva iako je sječa stabala pod strogom kontrolom vlade koja provodi i intenzivan program pošumljavanja. Rijeke kaspijskog slijeva bogate su lososom, šaranom, pastrvom, štukom i kečigom, a jedna od važnijih grana u ribarstvu je proizvodnja kavijara u kojoj Iran predvodi u svijetu.
Od revolucije iz 1979. godine provedena je opsežna reforma poljoprivredne proizvodnje koja se od 1980. do 2004. godine utrostručila i danas iznosi 41% više od svjetskog prosjeka. Godine 1997. vrijednost proizvedenih poljoprivrednih dobara iznosila je 25 milijardi USD. U to vrijeme Iran je ostvario 85%-tnu samodostatnost u prijeko potrebnim poljoprivrednim proizvodima iako proizvodnja riže nije zadovoljila domaću potražnju zbog čega je djelomično uvožena. U 2007. godini Iran je ostvario potpunu samodostatnnost u proizvodnji pšenice pa je postao izvoznikom te kulture. Početkom 2000-ih godina poljoprivredni proizvodi činili su četvrtinu iranskog nenaftnog izvoza, a najvažniji među njima bili su svježe voće, jezgričasto voće, životinjska koža, prerađena hrana i začini.
Dodatak: Iran u međunarodnim statistikama: Poljoprivreda

### Industrija
Proces industrijalizacije većih razmjera u Iranu započinje 1920-ih godina i postupno se razvijalo tijekom sljedećih desetljeća. U vrijeme iransko-iračkog rata brojna iranska industrijska postrojenja u jugozapadnom dijelu zemlje bila su oštećena, uključujući i golemu rafineriju nafte u Abadanu gdje je proizvodnja potpuno obustavljena. Njena rekonstrukcija započela je 1988. godine, dok je proizvodnja pokrenuta pet godina kasnije. Tijekom ratnog razdoblja otvorene su brojne manje tvornice za proizvodnju dobara i materijala potrebnih iranskoj vojsci.
Najvažniji iranski industrijski proizvodi danas su petrokemikalije, čelik i bakar, a među ostalima motorna vozila, elektronika, kućanski aparati, lijekovi, tekstili, hrana, papir, guma, cement i građevinski materijali, telekomunikacijska oprema, vojni proizvodi, te industrijski strojevi. Također, Iran je i najveći proizvođač industrijskih robota u zapadnoj Aziji. Godine 2000. tekstilni pogoni pamuka i vune u sjevernom dijelu zemlje zapošljavali su oko 400.000 radnika.
Prema podacima The Economista, vrijednost iranskih industrijskih proizvoda 2008. godine bila je 23 milijarde USD (29. u svijetu prema podacima Svjetske banke iz 2005.), dok je između 2008. i 2009. godine zabilježen skok sa 69. na 28. mjesto prema rastu industrijske proizvodnje. Najnovije studije pokazuju da je Iran u posljednjih nekoliko godina ostvario golem napredak u različitim znanstvenim i tehnološkim područjima. Značajan napredak ostvaren je na području petrokemijske, farmaceutske, svemirske, obrambene i teške industrije, unatoč tridesetogodišnjim američkim sankcijama. Krajem 2000-ih godina Iran se priključio skupini visokoindustrijaliziranih zemalja.
Dodatak: Iran u međunarodnim statistikama: Industrija

#### Rukotvorine
Iran ima tisućljetnu tradiciju u proizvodnji umjetničkih dobara kao što su sagovi, keramika, bakreno i mjedeno posuđe, staklo, koža, tekstil i drvene rukotvorine. Najvažnija grana ove industrije je proizvodnja ručno izrađenih sagova čija tradicija seže duboko u stari vijek a danas čini značajni dio prihoda u ruralnim krajevima. Procjenjuje se da 1,2 milijuna ljudi izrađuje sagove za domaće i inozemno tržište. Godišnja zarada od sagova premašuje 500 milijuna USD i ima udjel od 30% na svjetskom tržištu. Oko 5,2 milijuna ljudi sveukupno je zaposleno na 250 različitih polja izrade rukotvorina čija industrija sačinjava oko 3% iranskog bruto domaćeg proizvoda.
- Ručna proizvodnja perzijanera u Jazdu
- Uzorak perzijskog saga
- Rukotvorina iz Isfahana
- Rukotvorine u Torgabu pokraj Mašhada

#### Graditeljstvo
Do ranih 1950-ih godina iranska građevinska industrija oslanjala se uglavnom na malena domaća poduzeća. Povećanje prihoda od nafte i prirodnog plina kao i mogućnost podizanja povoljnih kredita uvjetovali su snažan rast građevinske industrije odnosno priljev stranih građevinskih tvrtki. Ovaj rast nastavljen je do sredine 1970-ih godina kada naglo pada zbog povećanja inflacije i ukidanja povoljnih kredita. Građevinska industrija ponovno je doživjela veliki zamah sredinom 1980-ih godina, posebno zbog ubrzane urbanizacije. Sa 178 brana u izgradnji Iran je danas uz Kinu i Tursku najveći graditelj hidroelektrana u svijetu među kojima je i najviša svjetska brana Bahtijari visine od 315 m. Jedan od graditeljskih simbola suvremenog Irana je i toranj Milad (435 m) koji je sredinom 2000-ih u potpunosti građen domaćom tehnologijom. Godišnji prihodi ostvareni u građevinskoj industriji iznosili su 38,4 milijarde USD u 2005. godini odnosno 32,8 milijardi USD u 2011. godini, a samo graditeljstvo jedan je od najvažnijih grana iranske industrije s obzirom na to da obuhvaća između 20% i 50% ukupnog privatnog ulaganja u gradska područja. Državni udio u građevinarstvu je 2% dok ostalih 98% leži u privatnom vlasništvu, a godišnji rast građevinske industrije u 2011. godini procjenjuje se na 1,4%. Oko 70% Iranaca posjeduje vlastiti dom.
- Dariush Grand Hotel na otoku Kiš
- Brana Karun-3

#### Motorna vozila
Od 2001. godine u Iranu postoji 13 državnih i privatnih proizvođača automobila među kojima su najveći Iran Hodro i Saipa čiji udjel u domaćoj proizvodnji iznosi 96%. Iran Hodrov model Pajkan bio je iranski nacionalni automobil sve do 2005. godine kada ga je zamijenio model Samand. Ostali iranski autohtoni modeli su Runna koja je izašla na tržište 2011., odnosno luksuzni automobil Dena koja izlazi 2012. godine. Drugi iranski proizvođači automobila su Grupa Bahman, Kerman Motori, Kiš Hodro, Raniran, Šahab Hodro i ostali čiji ukupni udjel u proizvodnji iznosi 3,7%. Navedeni autoproizvođači proizvode razne vrste motornih vozila uključujući motocikle, osobne automobile, furgone, kombije, kamione i razna teretna vozila, autobuse, te brojna druga specijalna vozila. Godine 2009. Iran je kotirao peti u svijetu prema rastu proizvodnje motornih vozila nakon Kine, Tajvana, Rumunjske i Indije. U 2010. godini Iran je bio 13. najveći proizvođač motornih vozila odnosno 11. najveći proizvođač automobila u svijetu, s ukupno 11 milijuna vozila u čitavoj zemlji. Navedene godine proizvedeno je 1,599.454 motornih vozila od čega 1,367.014 automobila odnosno 232.440 komercijalnih vozila, a godišnji rast u proizvodnji svih motornih vozila iznosi 14,7%. Iranski automobili poput Samanda izvoze se u dvadesetak država svijeta, među kojima su i europske zemlje Rusija, Bjelorusija, Bosna i Hercegovina, te Švicarska.
- Vatrogasno vozilo proizvođača „Iran Hodro”
- Mercedes-Benz E-klase (iranska proizvodnja)
- Iranski automobilski motori IKCO EF

#### Vojna industrija
Iranski državni budžet za oružane snage prema procjeni američke organizacije Global Security u 2011. godini iznosio je 20.65 milijardi USD (15. u svijetu; 2,5% BDP-a), dok je godinu ranije iznosio oko 18 milijardi USD. Procjene CIA-e iz 2003. godine govore o izdvajanju 64.77 USD po glavi stanovnika što je jedan od najmanjih prosjeka na Bliskom istoku. Iranska vojna industrija značajno se razvila u posljednjih 25 godina pa Iran danas proizvodi brojne vrste oružja i vojne opreme, te je jedna od rijetkih zemalja svijeta koja nastoji ostvariti apsolutnu samodostatnost u obrambenoj industriji. Od 1992. godine iranska Organizacija obrambene industrije (DIO) proizvodi vlastite tenkove, borbena oklopna vozila, navođene projektile, radare, razarače i druge ratne brodove, podmornice, helikoptere i borbene zrakoplove. U 2006. godini Iran je izvozio oružje vrijedno 100 milijuna USD u 57 država svijeta uključujući članice NATO-a.
Dodatak: Iran u međunarodnim statistikama: Vojska

#### Rudarstvo
Rudarstvo čini 0,6% udjela u iranskom bruto domaćem proizvodu prema procjenama iz 2011. godine. Iako naftna industrija čini većinu prihoda, u njoj je zaposleno svega 25% ukupnih radnika u rudarstvu dok ostatak radi na proizvodnji ugljena, željezne rudače, bakra, olova, cinka, kroma, barita, soli, gipsa, molibdena, stroncija, silicija, uranija, zlata, itd. Nalazište bakra u Sarčešmi u Kermanskoj pokrajini drugo je najveće u svijetu, dok se velika nalazišta željezne rudače nalaze u središnjem Iranu odnosno pokraj Bafka, Jazda i Kermana. S provjerenim zalihama od 37 milijardi odnosno potencijalnim zalihama od 57 milijardi tona Iran spada među 15 rudarsko najbogatijih zemalja svijeta. Oko 90% rudnika i povezanih industrija nalazi se u državnom vlasništvu, no postotak opada zahvaljujući liberalizaciji tržišta odnosno stranim ulaganjima. Rudarstvo čini oko 3% ukupnog iranskog izvoza.
Iranske zalihe ugljena procjenjuju se na između 13 i 50 milijardi tona. Sredinom 2000-ih Iran je proizvodio 1.33 milijuna tona ugljena godišnje, dok je zbog povećane potrošnje također uvozio oko 520.000 tona. U studenom 2008. godine proizvodnja ugljena premašila je dva milijuna tona, dok se 2012. očekuje porast proizvodnje na pet milijuna tona. Iran je postao samodostatan u proizvodnji čelika 2009. godine, zahvaljujući rastu proizvodnje u glavnim čeličanama smještenima u Isfahanu i Huzestanu. Iste godine proizvedeno je 10,873.000 tona čelika, dok je uz trenutačne industrijske kapacitete moguća proizvodnja oko 20 milijuna tona. Službene procjene rasta proizvodnje su 17,6 milijuna tona u 2013., 23 milijuna tona u 2014. i 29,8 milijuna tona u 2015. godini, a procjene rasta kapaciteta su 25,1 milijuna tona u 2013., 34,7 milijuna tona u 2014., 35,5 milijuna tona u 2015., te konačno 55 milijuna tona 2020. godine čime bi postali četvrti proizvođač čelika u svijetu. Od ostalih važnijih metala u industriji treba izdvojiti proizvodnju aluminija od 281.300 tona, odnosno proizvodnju bakra od 262.500 tona. Godišnje se proizvede 65 milijuna tona cementa (uz godišnji porast proizvodnje od 16%) koji se izvozi u 40 zemalja svijeta.
Dodatak: Iran u međunarodnim statistikama: Rudarstvo

#### Energetika
Iran je drugi u svijetu po zalihama prirodnog plina (15%) odnosno treći u svijetu po zalihama nafte (10%). Termoelektrane na naftu, plin i ugljen zajedno s nuklearnom elektranom u Bušeheru, hidroelektranama i drugim elektranama koje koriste obnovljive izvore energije zadovoljavaju zemlju eletričnom energijom. Godišnje rasipanje energije procjenjuje se između šest i sedam milijardi USD, dok je energetska potrošnja mnogo veća od svjetskog prosjeka. U 2008. godini iranska vlada isplatila je 84 milijardi USD subvencija za naftu, plin i električnu energiju. Iran godišnje troši oko 140 milijardi m³ godišnje (najviše nakon SAD-a i Rusije), uz najveći porast potrošnje u svijetu. Godine 2010. uz rusku pomoć otvorena je prva iranska nuklearna elektrana, dok je u planu izgradnja dodatnih 19 diljem zemlje.
Iran je među glavnim izvoznicima nafte još od 1913. godine. Najznačajnija nalazišta smještena su u jugozapadnom dijelu zemlje zapadno od Zagrosa, u Huzestanu, Hormuzganu, Farsu, te Ilamskoj i Bušeherskoj pokrajini. Velika naftna i plinska polja također se nalaze i na području Perzijskog zaljeva. Godine 1978. Iran je bio četvrti najveći proizvođač nafte u svijetu, odnosno drugi najveći OPEC-ov proizvođač i izvoznik. Nakon revolucije iz 1979. godine nova vlada smanjila je proizvodnju u skladu s politikom dugoročnog očuvanja izvora, a nagli pad proizvodnje nadalje je zabilježen tijekom iransko-iračkog rata tijekom kojeg su iračke i američke oružane snage bombardirale iranske rafinerije. Kasnih 1980-ih godina proizvodnja nafte raste, što je uvjetovano obnovom infrastrukture kao i novootkrivenim nalazištima u Perzijskom zaljevu. Godine 2004. proizvodnja nafte dosegla je 1,4 milijarde barela godišnje čime je ostvaren neto profit od 50 milijardi USD, dok se 2009. godine proizvodnja povećala na 1.53 milijarde barela. Krajem 2000-ih godina Iran je s Kinom, Rusijom, Indijom i Malezijom sklopio brojne ugovore na području naftne infrastrukture čija je vrijednost više desetaka milijardi USD. Iran u domaćim pogonima trenutačno proizvodi 70-80% potrebne opreme za istraživanje, proizvodnju i transport fosilnih goriva. Prema procjenama iranskih službenika, nakon dovršetka radova na infrastrukturi zarada od nafte i prirodnog plina će u 2015. godini dosegnuti 250 milijardi USD.
- Najveći svjetski proizvođači nafte od 1960. do 2006. g.
- Iranski rafinerijski kapaciteti (procjene od 2007. do 2012. g.)
- Iranska proizvodnja nafte i prirodnog plina od 1970. do 2030. g.
- Iranska proizvodnja i potrošnja el. energije od 1988. do 2007. g.
- Iranska potrošnja energije po stanovniku od 1971. do 2006. g.

Glavne iranske rafinerije smještene su u Abadanu (prva iranska rafinerija), Kermanšahu, Teheranu, Isfahanu, Širazu, Tabrizu, Araku i Bandar Abasu. Golema većina nafte s nalazišta u rafinerije transportira se naftovodima. Ukupna dužina cjevovoda je 34.789 km, od čega 7 km kondenzacijskih, 397 km za kondenzirani prirodni plin, 19.161 km za prirodni plin (4. u svijetu), 570 km za ukapljeni naftni plin, 7018 km za naftu, te 7936 km za ostale rafinirane proizvode. Do 2025. godine planira se proširenje mreže cjevovoda za prirodni plin na 70.000 km. Najznačajnije luke za izvoz nafte su Abadan, Bandar Abas, Bandar Mušur, Harg, Lavan, Kiš i Neka.
Godine 2008. na otoku Kišu otvorena je Iranska naftna burza (IOB) na kojoj se trguje nafte, prirodnim plinom i petrokemijskim proizvodima. Većina trgovine obavlja se u eurima i iranskim rijalima te ostalim valutama, dok je američki dolar u potpunosti isključen. Zahvaljujući proizvodnji dušičnog gnojiva u Širazu, najvećoj tvornici etena u svijetu smještenoj u Asaluji kao i drugim proizvodnjim zonama diljem zemlje, iranski izvoz petrokemikalija dosegnuo je 5,5 milijardi USD u 2007., 9 milijardi USD u 2008., te 7,6 milijardi USD u prvih deset mjeseci 2010. godine. Prema podacima Iranskog ministarstva za naftu, Iran do 2025. godine planira uložiti 500 milijardi USD u naftnu infrastrukturu.
Dodatak: Iran u međunarodnim statistikama: Energetika

### Uslužne djelatnosti
Unatoč gospodarskoj liberalizaciji iz 1990-ih godina, državna potrošnja (uključujući izdatke poluvladinih fondova) ostala je relativno visoka. Procjene potrošnje u uslužnim djelatnostima Irana iznose približno 40% bruto domaćeg proizvoda, od čega je većina državnog karaktera uključujući i izdatke za oružane snage, državne plaće i isplate za socijalnu sigurnost. Proces urbanizacije značajno je doprinio uslužnim djelatnostima među kojima su najznačajnije javne službe (uključujući obrazovanje), trgovina, osobne i stručne usluge, te turizam.
Ukupna vrijednost prometa i komunikacija prema procjenama za 2013. godinu porast će na 46 milijardi USD što predstavlja 6,8% iranskog BDP-a. Prema podacima Međunarodne radničke organizacije o zapošljavanju iz 1996. godine, na području prometa i komunikacija bilo je zaposleno oko 3,4 milijuna ljudi odnosno oko 20,5% ukupne radne snage iz 2008. godine.

#### Maloprodaja
Iranska industrija maloprodaje sastoji se uglavnom od zadruga (uglavnom pod vladinim sponzorstvom) i nezavisnih trgovaca na malo koji posluju u bazarima (tržnicama). Najveći dio hrane pojavljuje se na uličnim tržnicama s cijenama koje određuje iranski Glavni statistički zavod. U zemlji djeluje 438.478 trgovaca mješovitom robom od kojih većina posluje van Teherana gdje postoji velik broj hipermarketa i supermarketa. Diljem Irana bilježi se i veliki rast manjih trgovina koje su većinom u privatnom vlasništvu. Najveći iranski trgovački lanci u državnom vlasništvu su Etka, Refah, Šahrvand and Hyperstar Market. Elektroničko poslovanje u 2008. godini ostvarilo je promet od milijardu USD.

#### Zdravstvo i ljekarništvo
Iranskim ustavom zajamčena je zdravstvena skrb svim stanovnicima zemlje. Do 2008. godine 73% Iranaca bilo je obuhvaćeno dobrovoljnom nacionalnom zdravstvenom skrbi. Oko 85% stanovnštva koristi sustav osiguranja za lijekove, a vlada uvelike subvencionira farmaceutsku proizvodnju u cilju povećanja dostupnosti lijekova i cjepiva. Ukupna tržišna vrijednost iranske zdravstvene i medicinske mreže bila je 24 milijarde USD u 2002. godini, dok se s obzirom na sve veću potražnju zdravstvenih usluga procjenjuje rast na 50 milijardi USD do 2013. godine. Od 2006. godine 55 iranskih farmaceutskih tvrtki proizvodi 96% lijekova vrijednih 1,2 milijarde USD dok se vrijednost cjelokupnog tržišta procjenjuje na 310 milijardi USD. Procjenjuje se da će samo farmaceutsko tržište 2013. godine narasti na 3.65 milijardi USD.
Dodatak: Iran u međunarodnim statistikama: Zdravstvo

#### Turizam
Turizam kao gospodarska aktivnost u Iranu dramatično se smanjila tijekom rata s Irakom 1980-ih godina, no 2000-ih je relativno oživjela. Godine 2004. približno 1,659.000 stranih turista posjetilo je zemlju, dok je broj u 2007. godini premašio dva milijuna odnosno dosegnuo 2,3 milijuna u 2009. godini. Iste je godine zabilježen porast stranih turističkih posjeta od 7%. Većina posjetitelja dolazi iz azijskih država, dok oko 10% turista dolazi iz europskih i američkih zemalja. Početkom 2000-ih godina oko 2% iranske radne snage bilo je zaposleno u turističkim djelatnostima.
- Ljetovalište na otoku Kišu
- Darijeva palača u Perzepolisu
- Trg Nakš-e Džahan u Isfahanu
- Grobnica Imama Reze u Mašhadu
- Skijalište Dizin

Najpopularnija iranska turistička odredišta kulturološkog karaktera su Isfahan, Mašhad i Širaz. Početkom 2000-ih najveće prepreke u razvoju iranskog turizma bile su nedovoljna prometna infrastruktura, zakonska ograničenja i manjak stručnih kadrova. Velik broj posjetitelja su šijitski muslimani iz azijskih država koji posjećuju šijitska svetišta u Mašhadu i Kumu, dok manjinu čine Europljani i drugi zapadnjaci koji posjećuju arheološke lokalitete i spomenike. U 2007. godini zemlju je posjetilo oko 2,219.000 stranih turista (58. u svijetu) kojima je na raspolaganju 641 hotel s ukupno 63.000 kreveta, dok je godišnja zarada od turizma u 2008. iznosila 8,7 milijardi USD (28. u svijetu) što je približno dvanaesterostruki porast u odnosu na 2000. godinu. Zbog atraktivnih prirodnih i povijesnih turističkih resursa Iran je rangiran među prvih 10 turističkih zemalja svijeta.
Dodatak: Iran u međunarodnim statistikama: Kultura

#### Bankarstvo, financije i osiguranja
Vladini krediti i zajmovi su dostupni za industrijske i poljoprivredne projekte, prvenstveno putem banaka. Službena iranska valuta je rijal čiji je tečaj krajem 2000-ih iznosio oko 10.000 rijala za jedan američki dolar, dok se na neslužbenom tržištu mijenjaju i po višoj tarifi. Nakon revolucije 1979. godine iranska je vlada nacionalizirala sve privatne banke, a kamate su u skladu s islamskim zakonom zamijenjene obrađivačkim pristojbama. Ovaj sustav stupio je na snagu sredinom 1980-ih godina.
Bankarski sustav sastoji se od središnje banke (Markazi banka) koja izdaje valutu i nadzire sve državne i privatne banke. Nekoliko poslovnih banaka sa sjedištem u Teheranu ima podružnice u cijeloj zemlji. Postoje i dvije razvojne banke i stambene banka koja je specijalizirana u stambenim hipotekama. Računima vladinih banaka dominiraju krediti državi, „bonjad” poduzeća, velike privatne tvrtke i četiri tisuće imućnijih pojedinaca koji ponekad ne uspijevaju otplatiti svoje kredite. Vlada je počela s privatizacijom bankarskog sustava u 2001. godini kada su izdane dozvole za otvaranje dviju banaka u privatnom vlasništvu. Godine 2010. iranske devizne pričuve u inozemnim bankama dosegle su iznos od 75.06 milijardi USD prema američkim izvorima, odnosno oko 100 milijardi USD prema službenim iranskim izvorima.
Od 2010. godine Teheranska burza trguje dionicama više od 330 registriranih tvrtki čija je ukupna vrijednost u 2011. godini bila oko 100 milijardi USD. Iran prema mišljenju stručnjaka pruža mnoge mogućnosti ulaganja, posebno na Teheranskoj burzi.
Premije osiguranja iznosile su tek nešto manje od 1% BDP-a u 2008. godini što je uvjetovano prosječnim primanjima po glavi stanovnika. Pet državnih osiguravajućih društava dominiraju na tržištu, od kojih su četiri aktivna u komercijalnom osiguranju. Vodeća osiguravajuća društva su Iransko osiguravajuće društvo, Azija osiguranje, Alborz osiguranje i Dana osiguranje. U iranskoj fiskalnoj godini 2001./2002. osiguranja treće strane činili su 46% premija, slijedi zdravstveno osiguranje s 13%, protupožarno osiguranje s 10%, te životno osiguranje s 9,9%.

#### Komunikacije i informatička tehnologija
Medije u zemlji čine brojne službene novinske agencije, veliki broj dnevnih novina i časopisa, službeni i privatni televizijski kanali odnosno radijske stanice. U 2009. godini na 1000 stanovnika postojalo je 331 fiksnih odnosno 675 mobilnih telefonskih linija. Broj osobnih računala naglo se povećao sredinom 1990-ih godina, nakon čega počinje i snažan rast broja korisnika interneta koji je 2010. godine iznosio približno 33,200.000 (oko 50% ukupnog stanovništva). Također, Iran je sa 700.000 blogova treća zemlja u svijetu. Godine 2006. u zemlji je postojalo 1223 pružatelj internetskih usluga (ISP) od čega su svi u privatnom vlasništvu, a prihodi od interneta se za istu godinu procjenjuju na 1,2 milijarde USD.
Prema podacima Svjetske banke, komunikacije i informatička tehnologija čine 1,4% udjela u iranskom BDP-u iz 2008. godine. U navedenim gospodarskim granama zaposleno je oko 150.000 ljudi, uključujući 20.000 u industriji softvera. U 2002. godini u zemlji je bilo registrirano 1200 tvrtki za informatičku tehnologiju, od čega je 200 bilo uključeno u razvoj softvera tj. programske podrške. Iranski izvoz softvera u 2008. godini iznosio je 60 milijuna USD. Krajem 2009. godine iransko telekomunikacijsko tržište zabilježilo je prihode od 9,2 milijarde USD, dok se 2014. godine uz trenutni rast od 6,9% očekuje povećanje na 12,9 milijardi USD.
Dodatak: Iran u međunarodnim statistikama: Komunikacije

#### Promet
Iran ima razvijenu mrežu asfaltiranih cesta koje spajaju golemu većinu gradova i manjih naselja. Američke procjene iz 2006. godine navode kako je ukupna dužina svih iranskih cesta 172.927 km, od čega je 125.908 km (73%) asfaltirano. Broj motornih vozila na 1000 stanovnika u 2011. godini bio je 146, dok godišnji porast iznosi 9%.
Godine 2009. Iran je sa 1.67 milijuna vozila na prirodni plin i 1021 stanicom zauzimao treće mjesto u svijetu, a krajem 2010. godine njihov se broj povećao na dva milijuna vozila (1,3 milijuna tvorničkih i 0,7 milijuna ugrađenih motora na plin) odnosno 1546 stanica čime trenutno zauzima drugo mjesto u svijetu. Iran također bilježi i najbrži svjetski porast korištenja vozila na plin pa se 2012. godine očekuje porast na tri milijuna vozila na plin odnosno 2500 stanica za punjenje. U svim velikim gradovima postoje gradske autobusne linije, dok više privatnih tvrtki upravlja međugradskim autobusnim linijama.
Operativna podzemna željeznica trenutačno postoji samo u Teheranu čija je ukupna dužina linija 2007. godine bila 120,1 km (sa 64 stanice). Do 2012. godine planira se proširenje teheranske podzemne željeznice za dodatna 172 km, a u izgradnji je i 380 km podzemnih željeznica u ostalim gradovima poput Mašhada, Širaza, Tabriza, Ahvaza i Isfahana. Duljina željezničkih pruga je 8442 km, dok je trenutačno u izgradnji dodatnih 5000 km.
- Bandar Abas, najznačajnija iranska luka
- Autocesta Teheran-Karadž
- Iranska željeznička mreža (rujan 2006.)
- Iranski Boeing 747 u zračnoj luci u Mehrabadu
- Tehranski Metro
- Autobus u Tehranu

Najznačajnija luka nalazi se u Bandar Abasu koji je smješten na obali Hormuškog tjesnaca, a pristigla se roba po državi raznosi kamionima ili vlakovima. Željeznička pruga između Teherana i Bandar Abasa otvorena je 1995. godine i zahvaljujući željezničkom spojnicom s Mašhadom igra važnu ulogu u opskrbi središnje Azije. Ostale značajne iranske luke uključuju Bandar Anzali, Neka i Bandar Turkaman na kaspijskoj obali, odnosno Horamšaher i Bandar-e Homeini na obali Perzijskog zaljeva. Iran raspolaže flotom od 74 trgovačka broda, uz dodatnih 78 brodova registriranih u stranim zemljama. Prvi iranski prekooceanski teretni brod u domaćim brodogradilištima izgrađen je 2007. godine.
Deseci iranskih gradova imaju vlastite zračne luke za prihvat putničkih i teretnih zrakoplova. U čitavoj zemlji postoji 319 aktivnih zračnih luka od čega je 133 asfaltiranih, dok prema broju (42) zračnih luka s velikim pistama (iznad 3048 m odnosno 10.000 stopa) Iran zauzima četvrto mjesto u svijetu. Iransko nacionalno zrakoplovno poduzeće Iran Air osnovano je 1962. godine i danas upravlja flotom od 51 zrakoplova (uz 30 narudžbi) koji lete na domaćim i međunarodnim letovima. U cjelokupnom prometnom sektoru zaposleno je više od milijun ljudi, a prihodi od prometne industrije u 2008. godini činili su 9% BDP-a.
Dodatak: Iran u međunarodnim statistikama: Promet

## Međunarodna trgovina i gospodarski odnosi
Iran je jedan od osnivača Organizacije zemalja izvoznica nafte (OPEC) i Organizacije zemalja izvoznica plina (OGEC). Udjel industrije nafte i prirodnog plina u iranskom bruto domaćem proizvodu iznosi manje od 10%, dok istovremeno sačinjava oko 70% izvoza odnosno 66,2 milijardi USD prema procjeni iz 2010. godine što je porast od iznad 40% u odnosu na 2006. kada je zarada iznosila 46,9 milijardi USD. Izvoz ostalih proizvoda (30%) iste godine je iznosio 28,4 milijarde USD odnosno 75% više nego u 2007. godini kada je ostvarena zarada od 16,3 milijarde USD.
Najveći udjel u iranskom izvozu osim nafte i plina čine motorna vozila, sagovi ručne izrade, pistacija, metanol i ukapljeni naftni plin. Iranski izvoz tehničkih i inženjerskih usluga obuhvaćao je poslove vrijedne 2,7 milijardi USD od čega je 40% otpadalo na središnju Aziju i Kavkaz, 30% odnosno 350 milijuna USD na Irak, 20% na afričke države, te 10% na ostatak svijeta (uglavnom Južna Amerika). Iranske tvrtke u navedenim zemljama većinom obavljaju poslove vezane uz energetiku, izgradnju cjevovoda, navodnjavanje, te izgradnju brana i elektrana. Izvoz nenaftnih proizvoda jedan je od glavnih iranskih državnih prioriteta, a oslanja se na snažnu domaću industriju, obrazovane i motivirane radnike, te povoljan geostrateški položaj s obzirom na to da u okolnim državama živi više od 300 milijuna ljudi. Prema američkim procjenama iz 2009. godine, glavni iranski izvozni partneri bili su Kina (16.58%), Japan (11.9%), Indija (10.54%), Južna Koreja (7.54%) i Turska (4.36%).
Iran pripada manjini svjetskih država kojima je izvoz značajno veći od uvoza. Godine 2000. uvoz je iznosio 13,7 milijardi USD odnosno 39,7 milijardi USD u 2005., dok je 2010. porastao na 58.97 milijardi prema američkim odnosno 55 milijardi USD prema službenim iranskim izvorima (približno upola manje od izvoza). Iran je također jedna od rijetkih vodećih zemalja svijeta koja je ubilježila rast bruto domaćeg proizvoda unatoč svjetskoj financijskoj krizi koja traje od 2007. godine što je prije svega uvjetovano sankcijama nametnutim od strane Sjedinjenih Država. Američki izvori iz 2009. godine kao vodeće iranske uvozne partnere spominju UAE (15.14%, Kinu (13.48%), Njemačku (9.66%), Južnu Koreju (7.16%), Italiju (5.27%), Rusiju (4.81%) i Indiju (4.12%).
Sredinom 1990-ih godina Iran je unaprijedio gospodarsku suradnju sa zemljama u razvoju poput Sirije, Indije, Kine, Južne Afrike, Kube i Venecuele. U 2007. godini trgovina s Indijom dosegla je 13 milijardi USD, dok godišnji rast bilateralne gospodarske suradnje iznosi 80%. Iran također ojačava suradnju s Turskom i Pakistanom koji pripadaju Organizaciji za gospodarsku suradnju (ECO) čije tržište obuhvaća države središnje, južne i jugozapadne Azije.
Od 2003. godine Iran je povećao ulaganja u gospodarski razvoj i rekonstrukciju susjednih država poput Iraka i Afganistana koji su pogođeni ratovima. Procjenjuje se da iranski emigranti posjeduju oko 20% nekretnina u Dubaiju (UAE) što je proporcionalno i njihovom udjelu u stanovništvu tog emirata, dok godišnja iranska ulaganja u Dubai iznose 200-300 milijardi USD. U 2006. godini iranski su građani iz Dubaija vratili u domovinu oko dvije milijarde USD, dok se između 2005. i 2009. godine trgovina između Irana i Dubaija utrostručila na 12 milijardi USD od čega se većina odnosi na tržište nekretninama i uvozno-izvozne poslove.

### Izravna strana ulaganja
Tijekom 1990-ih i 2000-ih godina Iran je sklopio određene poslovne ugovore sa stranim tvrtkama, uključujući otkup ugovora na naftnom području gdje izvođač radova osigurava financiranje a potom dobiva naknadu od Iranskog nacionalnog naftnog poduzeća (NIOC) proporcionalno proizvodnom učinku. Nakon određenog broj godina, rad na terenu završetkom ugovora prebačen je pod okrilje NIOC-a.
Nepovoljni ili složeni operativni zahtjevi i međunarodne sankcije otežavali su strana ulaganja u zemlji tijekom protekla dva desetljeća, dok je ranih 2000-ih godina provodena liberalizacija tržišta čime je njihov broj znatno porastao. Između 1993. i 2007. godine Iran je absorbirao oko 24,3 milijarde USD stranih ulaganja, dok je 2007. godine zabilježen rekord od 10,2 milijarde USD što je osjetno povećanje u odnosu na 4,2 milijarde USD iz 2005. ili dva milijuna USD iz 1994. godine. Između 2000. i 2007. godine ugovoreni su poslovi u vrijednosti od 150 milijardi USD, što uključuje privatna i državna kreditiranja. Prema procjenama EIU-a, iznos izravnih stranih ulaganja u razdoblju između 2010. i 2014. godine povećat će se za 100%. S druge strane, godine 2007. Iran je posjedovao inozemne nekretnine u vrijednosti od 62 milijarde USD.
Strani ulagači uglavnom su zainteresirani za područja energetike, proizvodnju motornih vozila, rudnike bakra, graditeljstvo, uslužne programe, petrokemikalije, odjeću, hranu i pića, telekomunikacije, te ljekarništvo. Veliki udjel u stranim ulaganjima čini i iransko iseljeništvo čiji se kapital procjenjuje na više od 1300 milijardi USD. Iran je član Multilateralne agencije za garanciju investicija (MIGA, ogranak Svjetske banke).
Pedesetak tvrtki ulagalo je u iransko gospodarstvo između 1992. i 2008. godine, među kojima su vodeće one iz europskih i azijskih zemalja:
| Kontinent  | Vodeće zemlje prema ulaganjima u Iran (1992. – 2008.)                               | Broj projekata | Ukupni iznos ulaganja |
| ---------- | ----------------------------------------------------------------------------------- | -------------- | --------------------- |
| Azija      | Ujedinjeni Arapski Emirati, Singapur, Indonezija i Oman                             | 190            | 11,6 milijardi USD    |
| Europa     | Njemačka, Nizozemska, Španjolska, UK, Turska, Italija, Francuska (ukupno 20 država) | 253            | 10,9 milijardi USD    |
| Amerika    | Kanada, Panama, SAD i Jamajka                                                       | 7              | 1,4 milijardi USD     |
| Afrika     | Mauricijus, Liberija i Južna Afrika                                                 | nepoznato      | 8 milijardi USD       |
| Australija | Australija                                                                          | 1              | 682 milijuna USD      |

### Odnosi sa Svjetskom trgovinskom organizacijom
Od 2005. godine Iran ima status promatrača pri Svjetskoj trgovinskoj organizaciji, iako su Sjedinjene Države dosljedno blokirale iranska nastojanja za priključenjem godinama ranije. Otvaranje vrata organizacije Iranu smatra se znakom dobre volje zbog olakšavanja pregovora oko iranskog nuklearnog programa.
U slučaju iranskog dobivanja statusa punopravnog člana u WTO-u, jedan od preduvjeta bit će provođenje zakona o autorskim pravima što će zahtijevati značajnu rekonstrukciju poduzetništva i trgovine. Otvaranjem brojnih zona slobodne trgovine poput onih na Kešmu, Čabaharu i Kišu, Iran očekuje privlačenje milijarda dolara izravnih stranih ulaganja odnosno stvaranje povoljnijeg gospodarskog ozračja koje će pripomoći pristupanju u Svjetsku trgovinsku organizaciju. U 2010. godini, Iran je izdvojio 20 milijardi USD kredita za pokretanje dvadeset trgovačkih centara u drugim zemljama.

### Međunarodne sankcije
Nakon iranske revolucije iz 1979. godine, Sjedinjene Države prekinule su gospodarske i diplomatske odnose s Iranom, zabranile uvoz iranske nafte, te zamrznule oko 11 milijardi USD iranskog novca u američkim bankama. Godine 1996. američka vlada donijela je novi postupak sankcija Iranu i Libiji (ILSA) kojim se američkim i neameričkim tvrtkama zabranjuju ulaganja i trgovina s Iranom u vrijednosti većoj od 20 milijuna USD godišnje. Od 2000. godine odobrene su iznimke za poduzeća koja se bave trgovinom lijekova i medicinske opreme.
Iranski nuklearni program od 2006. godine povećao je političke napetosti sa Sjedinjenim Državama i njenim saveznicima koje optužuju Iran da pokušava konstruirati nuklearno oružje. Na američku inicijativu Vijeće sigurnosti UN-a je Iranu do 2010. godine uvelo tri kruga sankcija sa svrhom izoliranja zemlje na svjetskoj političkoj i gospodarskoj sceni. Sankcije su vezane uz iranski nuklearni program, razvoj balističkih kapaciteta, izvoz i uvoz vojne opreme, pomorski promet, te petrokemijsku industriju. Ipak, brojni iranski i zapadni stručnjaci tvrde kako su sankcije neučinkovite s obzirom na razvijenu mrežu iranskih posrednih puteva poslovanja.

### Iransko-hrvatski gospodarski odnosi
Hrvatska je jedna od 33 zemlje koje imaju sklopljene bilateralne gospodarske odnose s Iranom, a gospodarski odnosi datiraju još iz vremena SFR Jugoslavije kada su u Iranu djelovale hrvatske tvrtke poput Končara, Đure Đakovića, Ingre ili Gredelja koje su tijekom i nakon Domovinskog rata zamijenile tvrtke iz EU.
U svibnju 2000. godine hrvatsko brodogradilište „Greben” iz Vele Luke sklopilo je s Iranom ugovor o izgradnji 12 ophodnih brodova vrijedan 12 milijuna USD, no posao nije proveden u djelo zbog američkog političkog pritiska odnosno optužbi da Iran potpomaže terorizam. Iran je nakon toga sklopio istovjetni ugovor s francuskim brodogradilištima, dok su Amerikanci Hrvatskoj ponudili zamjenski poslovni ugovor koji također nije proveden u djelo.
Glavna gospodarska područja na kojima Iran i Hrvatska surađuju su brodogradnja, željeznice, energetika, gradnja termoelektrana, prehrambena industrija, ribarstvo, poljoprivreda i turizam, među kojima se hrvatska brodogradilišta najčešće ističu kao glavni temelj suradnje. TDR iz Rovinja prva je hrvatska tvrtka koja je otvorila tvornicu u Iranu (2008.), dok se s druge strane na hrvatsko tržište planira plasirati iranski automobil Samand za čiju su prodaju zainteresirane četiri hrvatske tvrtke. Iransko-hrvatski trgovački odnosi su u 2008. godini prema riječima iranskog veleposlanika u RH iznosili simboličkih 8-10 milijuna USD, dok je istovremeno trgovina između Irana i Sjedinjenih Država unatoč nepostojanju političkih odnosa bila trideseterostruko veća.

## Poveznice
- Iran u međunarodnim statistikama: Gospodarstvo

## Vanjske poveznice
Izdanja i statistike:
- (engl.)(perz.) Statistical Centre of Iran - službena iranska baza podataka i indeks izdanja
- (engl.) World Bank Statistics  Arhivirana inačica izvorne stranice od 28. prosinca 2012. (Wayback Machine) - društveni i gospodarski pokazatelji Svjetske banke
- (engl.) Turquoise Partners - iransko-britanski mjesečnik s podacima o Teheranskoj burzi
- (engl.) The World Factbook: Iran's entry  Arhivirana inačica izvorne stranice od 3. veljače 2012. (Wayback Machine) - izvještaj američke Središnje obavještajne agencije
- (engl.) US Department of Energy: Iran's entry - statistike američkog ministarstva za energetiku
- (engl.) American Enterprise Institute: Global Investment in Iran - popis međunarodnih tvrtki koje ulažu u Iran (prema podrijetlu, vrsti posla i iznosima)

Službene stranice:
- (hrv.) Hrvatska gospodarska diplomacija: Iran  Arhivirana inačica izvorne stranice od 24. travnja 2012. (Wayback Machine) - stranice hrvatskog ministarstva vanjskih poslova
- (engl.) High Council of Iran Free Trade-Industrial Zone - službene stranice o iranskim slobodnim trgovinskim zonama
- (engl.) Central Bank of Iran  Arhivirana inačica izvorne stranice od 3. veljače 2021. (Wayback Machine) - opće informacije i statistike Iranske središnje banke
- (engl.) Trade Promotion Organization of Iran - baza podataka Iranske organizacije za trgovinu
- (engl.) Doing Business in Iran - izvještaji i statistike australske vlade

Općenito:
- (engl.) Pars Times – Iran Business Resources - sveobuhvatan popis izvora o iranskom gospodarstvu
- (engl.) Iran Economic Development  Arhivirana inačica izvorne stranice od 7. svibnja 2011. (Wayback Machine) (Open Directory Project)

Ostali projekti:
|  | Zajednički poslužitelj ima još gradiva o temi Gospodarstvo Irana |